# Натан Бергерс
Натан Бергерс  (англ. Nathan Burgers, 20 березня 1979) — австралійський хокеїст на траві, олімпійський медаліст.

## Спортивна кар'єра
Виступав за команду Австралійської столичної території «Канберра Лейкерс» (англ. Canberra Lakers) в Австралійській хокейній лізі. 2007 року під час розігріву до гри проти «Нью-Сауз-Вейлз-Ерровз» (англ. New South Wales Arrows) зазнав травми, його замінив Ендрю Чартер, гра закінчилася перемогою «Канберра Лейкерс» з рахунком 4–3 після того, як гра дійшла до пенальті. Це був перший випадок за сім ігор, коли його команда перемогла, дійшовши до пенальті.

## Виступи на Олімпіадах
| Олімпіада   | Дисципліна     | Місце |
| ----------- | -------------- | ----- |
| Лондон 2012 | хокей на траві | 3     |